# Füsthegy
Füsthegy (németül: Rauhriegel, horvátul: Rorigljin) Bándol  településrésze Ausztriában Burgenland tartományban a Felsőőri járásban.

## Fekvése
Városszalónaktól 2 km-re északkeletre magasan fekvő hegyvidéki település

## Története
Első lakói a szalónaki várhoz tartozó, a 16. században idetelepített oláh határőrök voltak. Később helyükre horvátokat telepítettek. A századok során hol együtt, hol külön említik a szomszédos Sirokánnyal.
Vályi András szerint "RAURIGL. Német falu Vas Vármegyében, földes Ura Gróf Batthyáni Uraság, lakosai katolikusok leginkább, fekszik Keszthelyhez közel, 183mellynek filiája, határja is hozzá hasonlító."
Fényes Elek szerint "Raurigl, német falu, Vas vmegyében, u. p. Kőszeg, 140 kath. lak. Birja gr. Batthyáni."
Vas vármegye monográfiája szerint "Füsthegy-Sirokány kis falu 26 házzal és 185 horvátajkú lakossal, akik valamennyien r. kath. vallásúak. Postája és távírója Szalonak. Földesura a Batthyány-család volt. " 
1910-ben a szomszédos Sirokánnyal együtt 181, túlnyomórészt horvát lakosa volt. Az egyesített község neve Füsthegysirokány volt. A trianoni békeszerződésig Vas vármegye Kőszegi járásához tartozott. 1921-ben Ausztria Burgenland tartományának része lett. 1971-ben közigazgatásilag Bándolhoz csatolták.

## Nevezetességei
Központjában zömök arányú római katolikus templom áll.

## Külső hivatkozások
Füsthegy a dél-burgenlandi települések honlapján